# ⑬Colorful Character
《⑬Colorful Character》（⑬カラフルキャラクター）是日本的女子偶像組合早安少女組。的第13枚原創專輯。於2012年9月12日發行。唱片公司為zetima。

## 概要
- 與上一張專輯《12, Smart》相距約11個月。
- 收錄第48張單曲《超幼嫩的小雞們》至第50張單曲《One·Two·Three/The 摩天樓 Show》，一共4首A面曲。
- 此專輯是早安少女組。以十人形式參與演唱，五期成員新垣里沙和八期成員光井愛佳只參與兩首曲目（超幼嫩的小雞們 - 戀愛獵人）
- 十期成員飯窪春菜、石田亞佑美、佐藤優樹、工藤遙加入後第一張原創專輯。
- 本作分「初回限定盤」和「CD盤」2種版本
- 「初回限定盤」收錄了「早安少女組。簡介影片」成員自我介紹的片段、專輯《⑬Colorful Character》的Making，以及《怪傑 Positive A》和《My Way 〜女子校花道〜》的Live片段。
- 在9月24日於Oricon公信榜專輯週榜取得第6名。

## 收錄內容

### CD（初回限定盤、CD盤）
1. One·Two·Three
（作詞・作曲：淳君 編曲：大久保薫）
50th單曲
2. What's Up? 愛是怎麼回事～（What's Up? 愛はどうなのよ～）
（作詞・作曲：淳君 Rap詞：U.M.E.D.Y 編曲：平田祥一郎）
3. Be Alive
（作詞・作曲：淳君 編曲：大久保薫）
4. Lalala的Bibibi (ラララのビビビ)
（作詞・作曲：淳君 編曲：大久保薫）
道重沙由美主唱
5. 爆～炸 隨想曲 （ドッカ～ン カプリッチオ）
（作詞・作曲：淳君 編曲：大久保薫）
6. The 摩天樓 Show（The 摩天楼ショー）
（作詞・作曲：淳君 編曲：鈴木俊介）
50th單曲
7. 從零開始的青春（ゼロから始まる青春）
（作詞・作曲：淳君 編曲：AKIRA）
8. 戀愛獵人（恋愛ハンター）
（作詞・作曲：淳君 編曲：平田祥一郎）
49th單曲・五期成員新垣里沙、八期成員光井愛佳的畢業單曲
9. 地球正在哭泣（地球が泣いている）
（作詞・作曲：淳君 編曲：平田祥一郎）
10. 涙一滴
（作詞・作曲：淳君 編曲：江上浩太郎）
田中麗奈主唱
11. 微笑! YOU（笑って! YOU）
（作詞・作曲：淳君 編曲：鈴木俊介 ）
譜久村聖・生田衣梨奈・鞘師里保・鈴木香音・飯窪春菜・石田亞佑美・佐藤優樹・工藤遙主唱
12. 超幼嫩的小雞們 （ピョコピョコ ウルトラ）
（作詞・作曲：淳君 編曲：平田祥一郎）
48th單曲・十期成員飯窪春菜、石田亞佑美、佐藤優樹、工藤遙加入後第一張單曲

### DVD
1. 早安少女組。簡介影片
道重沙由美 - 田中麗奈 - 譜久村聖 - 生田衣梨奈 - 鞘師里保 - 鈴木香音 - 飯窪春菜 - 石田亞佑美 - 佐藤優樹 - 工藤遙
2. ⑬Colorful Character（Making）
3. 怪傑 Positive A（Live）
4. My Way 〜女子校花道〜 (Live)